# Alsunga
Alsunga o Alšvanga (alemán: Alschwangen) es un pueblo letón, capital del municipio homónimo, situado en el oeste de Letonia.
En 2015 tenía 789 habitantes.
Se menciona por primera vez en 1230 como un antiguo asentamiento de curonios y en 1372 se construyó aquí un castillo.
Alsunga es conocido ser el centro cultural de los suiti, un pequeño grupo de católicos que habitan en el oeste luterano de Letonia. Esta comunidad tiene su origen en 1623, cuando el señor de estas tierras Johan Ulrich von Schwerin se convirtió al catolicismo para casarse con la cortesana polaca Barbara Konarska. En 1634 se establecieron aquí los jesuitas. En 2009, la UNESCO incluyó al patrimonio inmaterial suiti en su lista de patrimonio cultural inmaterial que requiere protección urgente.
Se sitúa sobre la carretera P119, que une Kuldīga con la costa del mar Báltico.